# Abdelaziz Barrada
Abdelaziz Barrada, más conocido como Abdel Barrada (Provins, 19 de junio de 1989-París, 24 de octubre de 2024) fue un futbolista marroquí de origen bereber nacido en Francia. Jugó de centrocampista ofensivo y su último equipo fue el US Lusitanos Saint del Championnat National 2. cuarta división del futbol francés.

## Trayectoria
Tras jugar tres temporadas en las categorías inferiores del Paris Saint-Germain, en 2010 fue fichado por el Getafe Club de Fútbol para su equipo filial.
El 28 de agosto de 2011, debutó en 1.ª división como titular contra el Levante U. D. Aunque mantiene la ficha en el equipo filial, jugó con el primer equipo toda la temporada 2011-12.
El 6 de noviembre de 2011, marcó su primer gol en primera división de falta directa contra el Atlético de Madrid. El 17 de diciembre de 2011, marcó su primer doblete como profesional, frente al R. C. D. Mallorca en el Iberostar Estadio.
Su buena actuación en la temporada 2012-13, hizo que muchos clubes se interesaran por él y terminó recalando en el Al-Jazira Sporting Club de la Liga Árabe del Golfo (Emiratos Árabes Unidos).
En 2014, el Olympique de Marsella de la Ligue 1 lo fichó como recambio de Mathieu Valbuena.

## Selección nacional
Fue internacional por la selección de fútbol de Marruecos. Teniendo un papel destacado en el torneo preolímpico disputado en Marruecos consiguiendo la clasificación para los Juegos Olímpicos de Londres 2012.
El 29 de febrero de 2012, debutó con la selección absoluta de Marruecos en un encuentro amistoso contra Burkina Faso finalizado con victoria por 2 - 0. Partido en el que fue considerado el jugador más importante.

## Fallecimiento
El 24 de octubre de 2024, murió en París a causa de un infarto, a los 35 años.

## Clubes
- Actualizado el 28 de junio de 2016.

| Club                                 | País            | Periodo   | Partidos | Goles |
| ------------------------------------ | --------------- | --------- | -------- | ----- |
| US Sénart-Moissy                     | Francia         | 2006-2007 | 11       | 3     |
| Paris Saint-Germain "B"              | Francia         | 2007-2010 | 43       | 2     |
| Getafe Club de Fútbol "B"            | España          | 2010-2011 | 32       | 4     |
| Getafe Club de Fútbol                | España          | 2011-2013 | 66       | 8     |
| Al-Jazira Sporting Club              | Emiratos Árabes | 2013-2014 | 26       | 11    |
| Olympique de Marsella                | Francia         | 2014-2016 | 45       | 3     |
| Al Nasr                              | Emiratos Árabes | 2016-2018 | 33       | 9     |
| Antalyaspor Kulübü                   | Turquía         | 2018-2019 |          |       |
| Club Gimnàstic de Tarragona (cedido) | España          | 2019      |          |       |
| Al-Shahaniya SC                      | Catar           | 2019      |          |       |
| US Lusitanos Saint-Maur              | Francia         | 2020-2021 |          |       |